# Velen, Värmland
Velen är en sjö i Torsby kommun i Värmland och ingår i Göta älvs huvudavrinningsområde. Sjön är 10,9 meter djup, har en yta på 2,13 kvadratkilometer och befinner sig 87,1 meter över havet. Sjön avvattnas av vattendraget Trässbäcken. Vid provfiske har bland annat abborre, braxen, gers och gädda fångats i sjön.

## Delavrinningsområde
Velen ingår i det delavrinningsområde (667733-133711) som SMHI kallar för Utloppet av Velen. Medelhöjden är 153 meter över havet och ytan är 20,04 kvadratkilometer. Det finns inga avrinningsområden uppströms utan avrinningsområdet är högsta punkten. Trässbäcken som avvattnar avrinningsområdet har biflödesordning 4, vilket innebär att vattnet flödar genom totalt 4 vattendrag innan det når havet efter 369 kilometer. Avrinningsområdet består mestadels av skog (67 procent). Avrinningsområdet har 2,22 kvadratkilometer vattenytor vilket ger det en sjöprocent på 11,1 procent.

## Fisk
Vid provfiske har följande fisk fångats i sjön:
- Abborre
- Braxen
- Gärs
- Gädda
- Gös
- Löja
- Mört
- Nors